# 歐洲佛教聯盟
歐洲佛教聯盟（英語：European Buddhist Union；缩写EBU），中文簡稱歐佛聯，是欧洲各国间佛教界和国家佛教机构的联合组织，歐洲佛教聯盟面向欧洲所有认同和遵守佛教基础教义的佛教学校和传统僧团开放，并希望在维持友谊和彼此尊重方面共同努力。根据其公开声明，EBU的目的爲促进欧洲佛教徒之间的国际交流和精神友谊，支持受佛教价值观影响的社会活动和思想潮流，并扩大佛教在欧洲乃至全世界的话语权。

## 歷史
最初由法国法官保羅·阿爾諾德（Judge Paul Arnold；1975–1983）提出，在法国、西德、北爱尔兰、奥地利和瑞士等国的佛教组织的參與下，於1975年在英國伦敦成立。第一届週年股東大會（AGM）于同年10月在法國巴黎举行，保羅·阿爾諾德當選為首屆主席。冷战结束时，铁幕两侧都举行了会议。歐佛聯每年召开一次AGM大会，如1976年在奥地利召开第二届大会，1986年在西班牙巴塞罗那召开第十一届大会，1988年在法国巴黎联合国教科文组织总部召开国际佛教徒大会暨欧佛联第十三届大会，1989年在匈牙利布达佩斯召開第十四届大会。
目前，欧佛联有来自16个欧洲国家的成员组织近50个，包容了不同佛教宗派。多年来，欧佛联参与了各种欧洲和国际组织。